# Radroute 3 „Pustertal“
Die Radroute 3 „Pustertal“ (auch Pustertaler Radroute oder Radweg genannt) ist ein in wesentlichen Teilen als eigenständige Radverkehrsanlage ausgebauter Radfernweg in Südtirol. Sie durchquert das Pustertal und erreicht am Toblacher Feld auf 1210 m ihren höchsten Punkt. Die Radroute ist insgesamt 76,4 km lang.

## Streckenbeschreibung

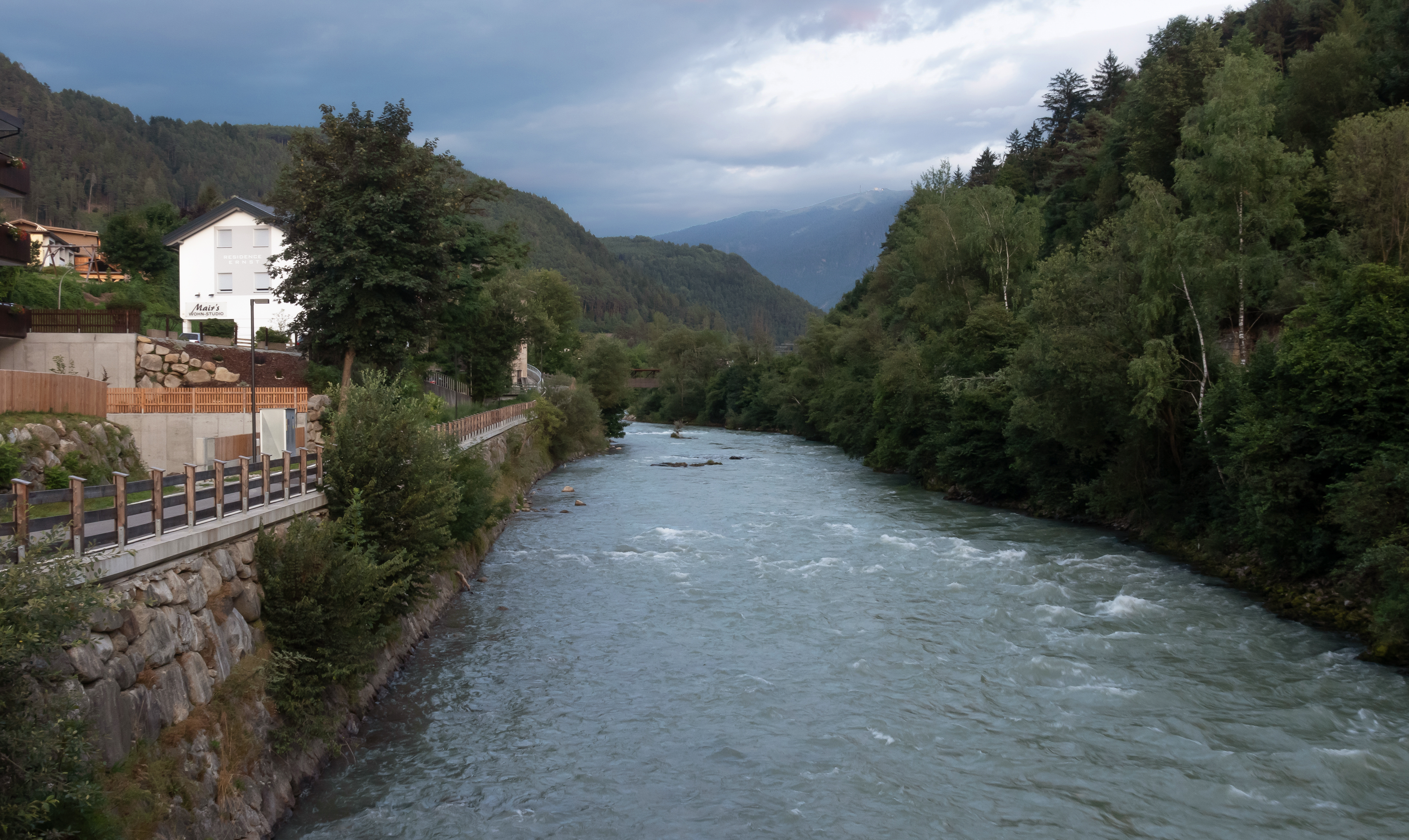
Die Rienz bei Kiens, links die Radroute

Die Radroute nimmt am Franzensfester Stausee bzw. an der Festung Franzensfeste ihren Anfang, wo sie von der Radroute 1 „Brenner–Salurn“ Richtung Osten zum Übergang vom Eisack- in das Pustertal hin abzweigt. Sie durchquert Mühlbach und erreicht hinter der Mühlbacher Klause endgültig das Pustertal, wo sie zunächst weitgehend auf der orographisch linken, südlichen Seite der Rienz verbleibt. Einen Ortskern berührt sie erst wieder in Ehrenburg, ehe sie über St. Lorenzen in die Stadt Bruneck gelangt. Dort ist sie mit der nordwärts führenden Radroute 5 „Tauferer Ahrntal“ verknüpft. 
Nun geht es immer weiter ostwärts, wo die Route nach Olang am Südufer des Olanger Stausees verläuft, an Welsberg und Niederdorf vorbeikommt und schließlich bei Toblach auf 1210 m zum höchsten Punkt der Trasse gelangt. Am Toblacher Feld zweigt die Radroute 11 „Höhlensteintal“ (bzw. der „Lange Weg der Dolomiten“) südwärts ab. Jenseits der Wasserscheide, hinter der nun die Drau das Pustertal ostwärts entwässert, wird die Radroute zu einem Teil des überregionalen „Drauradwegs“. Sie durchquert Innichen und endet schließlich an der Grenze bei Winnebach, wo sie nahtlos in den Osttiroler Radweg übergeht.

## Beschilderung und Wegführung
Die Route war ursprünglich nicht mit einem einheitlichen Logo beschildert. Erst seit 2017 gibt es durch einen Beschluss der Landesregierung eine einheitliche Benennung und Nummerierung der Südtiroler Radrouten, bei der dem Streckenverlauf von Franzensfeste bis Winnebach der Name „Pustertal“ und die Nummer 3 zugewiesen wurden.
Die Radroute ist so konzipiert, dass in wesentlichen Teilen auf eigens angerichteten Radwegen gefahren werden kann. Abschnittsweise muss aber nach wie vor auf Nebenstraßen ausgewichen werden.